# Batalha de Salamanca
A Batalha de Salamanca ocorreu a 22 de Julho de 1812, durante a Guerra Peninsular. Opôs o Exército Anglo-Português sob o comando do Duque de Wellington, reforçado com algumas forças espanholas, ao chamado Exército de Portugal, francês, comandado pelo marechal Marmont. Esta batalha foi uma das mais importantes vitórias de Wellington e, definitivamente, afastou os Franceses de Portugal.

## Antecedentes
Um dos exércitos franceses na Península Ibérica era designado Exército de Portugal e estava sob o comando do marechal Marmont desde que Massena fora chamado a França, após a derrota sofrida na Batalha de Fontes de Onor. Marmont tinha sucedido a Ney no comando do VI CE, durante a retirada de Massena na fase final da terceira invasão francesa de Portugal. Quando Massena deixou o comando daquele exército, Marmont foi nomeado para o substituir no comando da força cuja missão era ainda a de invadir Portugal.
Devido aos preparativos para a Campanha da Rússia (Junho a Dezembro de 1812), Napoleão retirou da Península Ibérica muitas unidades militares. Por esta razão, tanto o Exército de Portugal, de Marmont, como o Exército do Sul, de Soult, encontravam-se com um efectivo inferior ao normal e viram-se obrigados a reduzir a sua actividade. Este facto não passou despercebido às guerrilhas espanholas que aumentaram a sua acção sobre os mensageiros, patrulhas e colunas de abastecimento. No início de Junho, a actividade das forças espanholas foi mais intensa a fim de impedir que os comandantes franceses tivessem capacidade de bloquear a rota do exército anglo-luso.
No início do ano de 1812, Wellington tinha conseguido capturar Ciudad Rodrigo e Badajoz e, desta forma, ficou a dominar os eixos de invasão que lhe permitiam avançar em Espanha. Wellington planeou atravessar a fronteira em Fontes de Onor, no eixo de invasão a Norte, e avançar sobre Salamanca. Tratava-se de uma operação arriscada pois seria necessário progredir num terreno que oferecia poucos recursos, dependendo assim de uma longa linha de comunicações. No dia 13 de Junho, o exército anglo-luso começou a movimentar-se em direcção a Ciudad Rodrigo e, a partir daí, ao longo do Rio Águeda.

## O campo de batalha
A cidade de Salamanca situava-se, naquela época, exclusivamente na margem norte do rio Tormes. Este podia ser atravessado pela ponte romana ainda hoje existente em Salamanca ou por alguns vaus a jusante ou a montante da cidade.

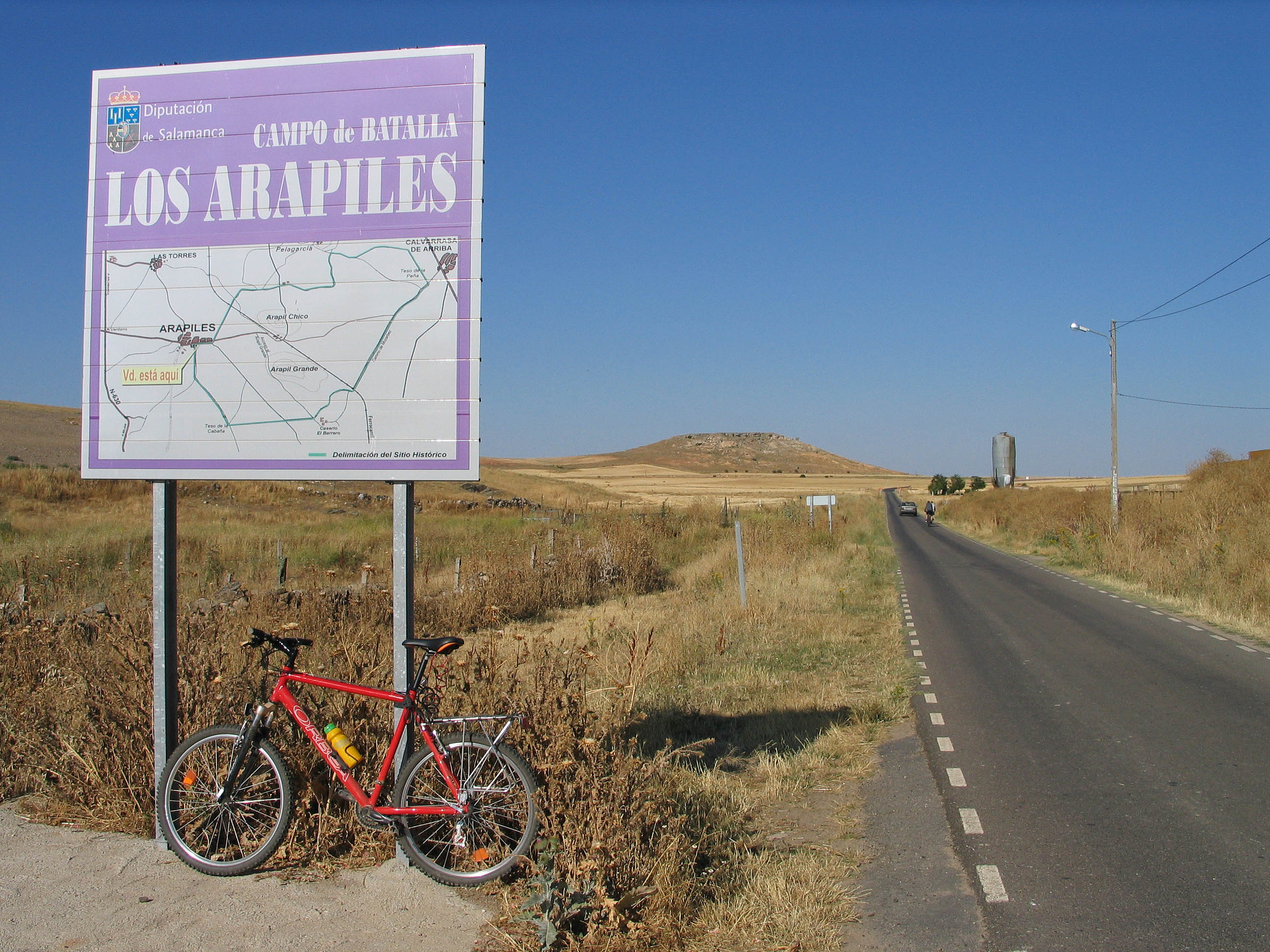
Vista do campo de batalha.

Para sul da cidade (e do rio) o terreno é aberto, ondulado mas sem obstáculos de importância. As colinas existentes têm encostas suaves excepto duas que se destacam: o Arapil Grande e o Arapil Pequeno (Arapil Chico em Espanhol), também conhecidos localmente como Hermanitos. O seu perfil é facilmente identificado à distância. O Arapil Grande tem cerca de 360 metros de comprimento e o seu cume é estreito e plano. Os extremos são rochosos e não permitem o acesso ao terreno mais elevado. Este só pode ser atingido através das encostas mais largas que, apesar de apresentarem uma forte inclinação, permitem o acesso ao topo. O Arapil Pequeno fica cerca de 800 metros a norte do Arapil Grande. É uma colina mais baixa e de encostas mais suaves.
Aproximadamente a 1.600 metros para oeste do Arapil Pequeno encontra-se a povoação de Arapiles. Para norte da povoação, o terreno é mais elevado e forma uma colina conhecida como Teso de San Miguel e que se estende num arco para nordeste. Para sul da povoação existe uma linha de alturas que se estende no sentido Este-Oeste durante cerca de 3 km e é chamada Monte de Azán. No extremo oeste desta linha de alturas existe uma elevação chamada Pico de Azán. Um pouco a sul fica a povoação de Miranda de Azán.
Para sul do Monte de Azán o terreno é mais irregular e arborizado. Entre o Arapil Grande e a vila Alba de Tormes estende-se uma floresta de carvalhos. O extremo desta floresta próximo do Arapil Grande assenta numa elevação chamada El Sierro.
Duas estradas conduzem de Salamanca a Ciudad Rodrigo. Uma passa perto dos Arapiles e atravessa Aldea Tejada. A outra, mais a norte, segue junto ao Tormes. Ambas constituíam as linhas de comunicações de Wellington.

## As forças em presença
Para o conhecimento pormenorizado das forças em presença consultar o Composição das forças militares em Salamanca durante a Guerra Peninsular em 15 de julho de 1812.

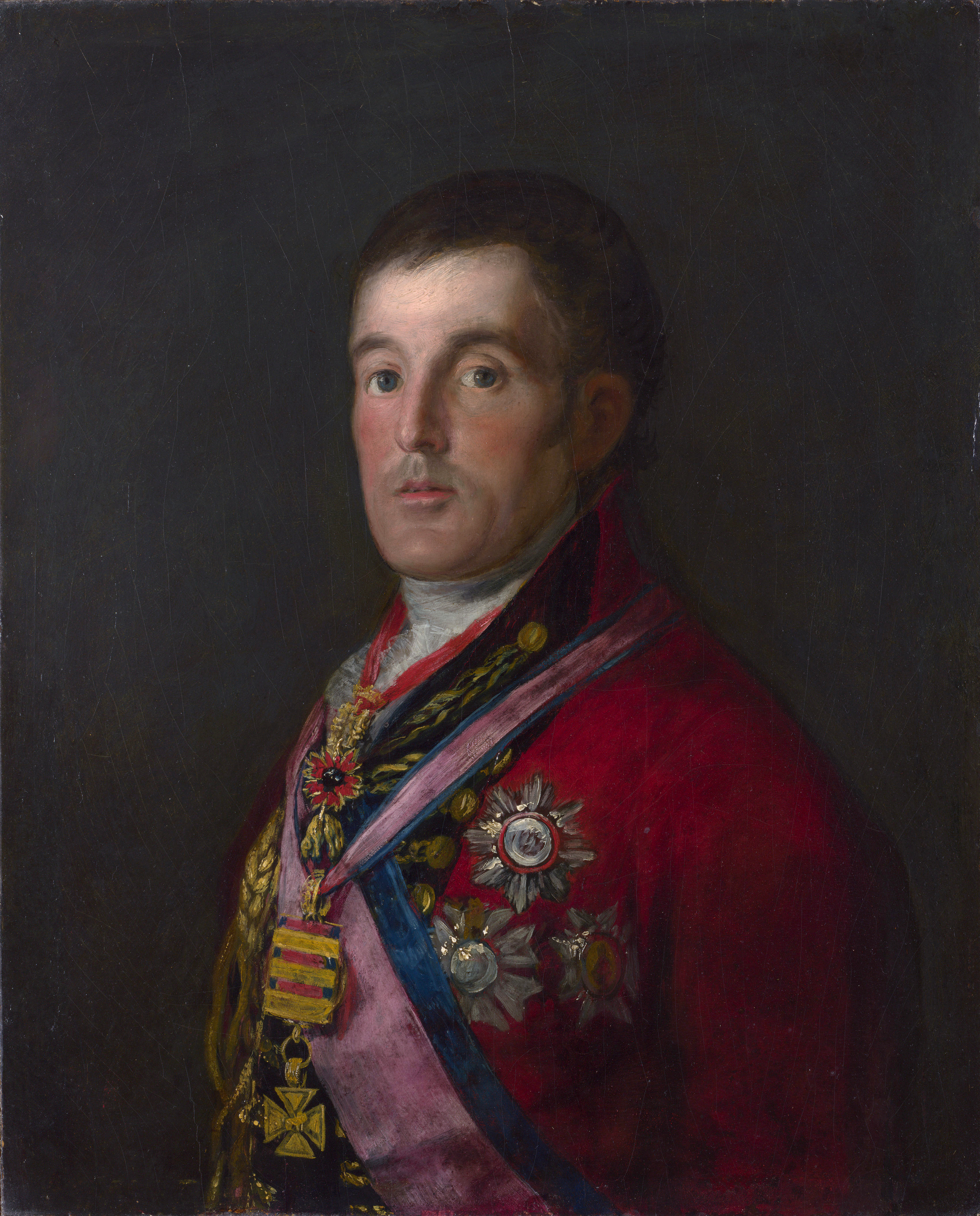
Retrato de Wellington pintado por Francisco de Goya.

### As forças anglo-lusas
O exército anglo-luso encontrava-se sob o comando do Tenente-general Sir Arthur Wellesley. Tratava-se de um exército britânico onde tinham sido integradas algumas unidades portuguesas. Era formado por 30 562 militares britânicos, de todos os postos, e 18 017 militares portugueses Para esta operação, Wellington convocou todas as unidades de infantaria do exército anglo-luso, com excepção da sua 2ª Divisão, sob comando do General Rowland Hill, da Divisão de Infantaria Portuguesa, sob o comando do Major-general Sir John Hamilton, e da 8ª Brigada portuguesa, sob comando de José Joaquim Champalimaud de Março a Junho e de Manley Power a partir de 11 de Julho. Estas forças encontravam-se na Estremadura sob o comando do General Hill.

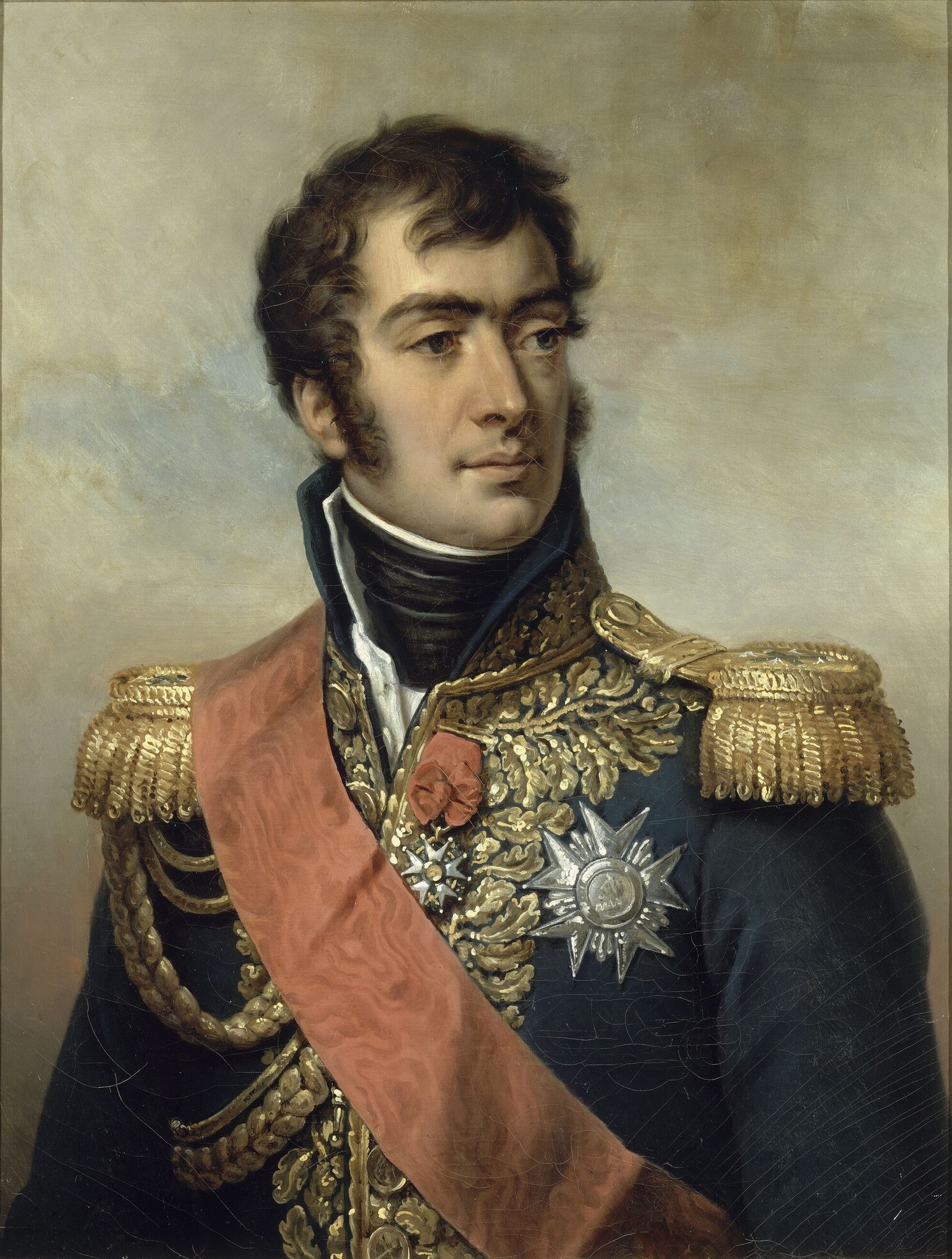
Retrato do Marechal Auguste Marmont por Jean-Baptiste Paulin Guérin.

### As forças espanholas
Os Espanhóis apoiaram Wellington com dois tipos de forças. Por um lado, as guerrilhas que criaram situações de insegurança para as forças de ocupação francesas, impedindo-as de libertar mais efectivos para o exército de campanha. Por outro lado as forças regulares, numa representação quase simbólica, reduzidas a uma divisão de infantaria com um efectivo total de 3 360 homens, sob comando do General Carlos de España:

### As forças francesas
Marmont dispunha, para colocar no campo de batalha, de oito divisões de infantaria (43 266 homens) e duas de cavalaria (3 575 homens) apoiados por 78 bocas de fogo de artilharia. O Exército de Portugal dispunha de mais forças mas tinha uma área de responsabilidade muito grande e um número significativo de unidades encontravam-se em guarnições, isto é, desempenhavam o papel de força de ocupação e não de exército de campanha. As guarnições de Astorga, Valladolid, Salamanca, León, Palencia, etc., absorviam mais de 6 mil homens das forças de Marmont. Retirar estas forças significava perder o controlo das vias de comunicação e de depósitos de abastecimentos. Além disso, não estava autorizado a utilizá-las livremente. Por exemplo, uma divisão de Marmont, com cerca de 6 mil homens, não podia sair das Astúrias sem autorização de Napoleão. Estes condicionamentos reduziam muito os efectivos disponíveis para enfrentar uma ofensiva de Wellington.

## A batalha

### Acções complementares
Wellington sabia que o exército de Marmont podia ser reforçado. Existiam planos para apoio entre o Exército de Portugal e o Exército do Sul. Também teria de ser considerada a possibilidade de forças de outros exércitos franceses em Espanha virem em apoio de Marmont. Para prevenir estas possibilidades, foi planeado um conjunto de operações que obrigassem ao empenhamento dos outros exércitos e, desta forma, impedissem o envio de socorros a Marmont.
Foi neste âmbito que o General Silveira, que se encontrava em Trás-os-Montes, recebeu ordem para avançar com quatro regimentos de milícias daquela província a fim de montar uma operação de bloqueio a Zamora. Ali encontrava-se uma guarnição francesa que cobria o flanco de Marmont e que, assim, ficava impedida de se juntar ao grosso do exército. Tão importante como a operação desencadeada por Silveira, foram as acções da guerrilha espanhola que se fez sentir mais intensamente nesta época. Também o General Rowland Hill, comandante das forças anglo-lusas no Sul, em Maio desse mesmo ano, lançou uma operação bem sucedida para destruir a ponte que, em Almaraz, permitia a travessia do Rio Tejo. Com esta acção foi muito dificultada a possibilidade de forças do Exército do Sul, de Soult, serem enviadas para apoiar Marmont,

### A marcha até Salamanca
O exército anglo-luso atravessou o Rio Águeda no dia 13 de Junho, na região de Ciudad Rodrigo, e iniciou a sua marcha para Salamanca. O seu exército estava dividido em três colunas, sob o comando do General Picton (que foi evacuado no dia 28 de Junho, devido a ferimentos antigos, e substituído por Pakenham), do Marechal Beresford e do General Graham (evacuado no dia 6 de Julho devido ao agravamento de uma doença na vista).
No dia 13 à noite acamparam entre Sancti Spíritus e Tenebrón. No dia 14 avançaram até San Muñoz e, no dia seguinte chegaram a Matilla de los Caños, cerca de 20 km mais à frente. No dia 16 de manhã, a cavalaria que seguia à frente da coluna do centro estabeleceu contacto com forças de cavalaria francesa, já a cerca de 10 km de Salamanca. As tropas francesas retiraram para a margem direita (norte) do Rio Tormes. Foi na noite do dia 16 que o exército anglo-luso descansou à vista de Salamanca.

### Ocupação de Salamanca
No dia 17 de Junho, as tropas da 6ª Divisão do exército de Wellington entraram em Salamanca onde encontraram uma guarnição francesa com cerca de 800 homens e 36 bocas de fogo de artilharia, instalada em três conventos que tinham sido fortificados. À volta destes conventos foram destruídas várias áreas edificadas a fim de dificultar a aproximação das forças inimigas. A missão desta guarnição era retardar o avanço das tropas de Wellington e, na realidade, quando estas quiseram aproximar-se dos conventos fortificados tiveram de construir sistemas de trincheiras, tal como se fazia num cerco prolongado. O primeiro ataque foi lançado no dia 23 de Junho e fracassou com pesadas baixas. Durante alguns dias as tropas atacantes tiveram de esperar pelo abastecimento de munições vindo de Almeida, que chegou no dia 26. No dia seguinte, o forte de San Caetano foi conquistado, o que levou os outros fortes a renderem-se. Salamanca ficava em poder de Wellington que podia agora dirigir a sua atenção exclusivamente para o exército de Marmont.

### Os primeiros confrontos entre os dois exércitos
Ao chegar a Salamanca, o exército anglo-luso (com excepção da 6ª Divisão) atravessou o rio Tormes, nos vaus a jusante e a montante da cidade, e foi posicionado numa linha de alturas de San Cristóbal, a Nordeste de Salamanca, uma posição defensiva onde Wellington pretendia aguardar o ataque de Marmont. A cavalaria montou posições avançadas e o resto do exército instalou os bivaques na linha de alturas.

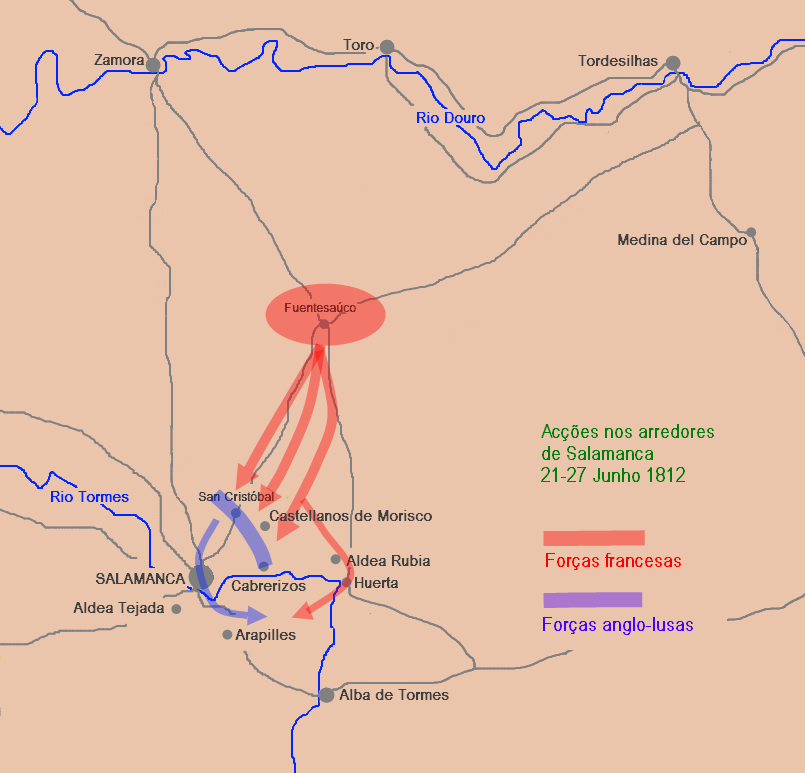
Esquemas das principais acções desenvolvidas a NE de Salamanca, entre os exércitos de Wellington e de Marmont, de 21 a 27 de Junho de 1812.

No dia 19 de Junho, Marmont tinha o seu exército reunido (com excepção da 8ª Divisão, de Bonnet) em Fuentesaúco, a Nordeste de Salamanca, entre as estradas que ligam esta cidade a Zamora e a Tordesilhas. No dia seguinte, o exército francês avançou em direcção à linha de alturas de San Cristóbal, em três colunas. A cavalaria britânica que se encontrava à frente da posição foi obrigada a retirar.  As colunas francesas desenvolveram o dispositivo de ataque e avançaram até uma distância de cerca de 700 metros. Tudo indicava que Marmont queria atacar Wellington mas não houve mais que uma troca de tiros de artilharia e acções com objectivos limitados. Marmont decidiu manter-se próximo dos exército de Wellington para o fixar enquanto esperava reforços. As forças mantiveram-se nesta situação até ao dia 23 de Junho. Neste dia de manhã, Wellington verificou que, com excepção de alguma cavalaria, o exército francês tinha retirado. Como se verificou mais tarde, Marmont tinha recuado quase 10 km, para uma linha de alturas atrás de Aldea Rubia. A sua ala esquerda encontrava-se junto ao Tormes, perto dos vaus de Huerta.
Marmont controlava agora os vaus que permitiam atravessar o Tormes em Huerta e, assim, ameaçar Salamanca a partir de Sul. Com esta manobra esperava dividir o exército de Wellington e explorar a possibilidade de lançar uma ofensiva sobre uma das partes do seu exército. Wellington não ignorou esta possibilidade e enviou a Brigada de Dragões de Bock para sul do rio. No dia 24 de manhã, duas divisões de infantaria francesas apoiadas por alguma cavalaria atravessaram o rio. A Brigada de Bock foi obrigada a retirar e fê-lo em boa ordem. As 1ª e 7ª Divisões passaram para sul do Tormes com a cavalaria de Alten enquanto as 4ª e 5ª Divisões se posicionaram para as apoiarem. As forças francesas formaram o dispositivo para o ataque mas acabaram por não o fazer e retiraram. As forças anglo-lusas retiraram para norte do rio. A sul ficou a Brigada de Hussardos de Alten.

### A marcha paralela
Marmont decidiu retirar para a margem norte do Douro e aguardar os reforços para poder passar à ofensiva. Das forças que esperava apenas se lhe juntou a Divisão de Bonnet, no dia 7 de Julho. As forças que estavam prometidas, do Exército do Norte, nunca chegaram a aparecer. Marmont ocupou posições entre Toro e Tordesilhas. No dia 16 iniciou um movimento em que simulou atravessar o Douro e, pela estrada Toro – Salamanca, marchar sobre aquela cidade. Wellington movimentou as suas forças para enfrentar esta ameaça mas, no dia seguinte de manhã, apercebeu-se que os franceses tinham apenas efectuado uma manobra de diversão destinada a levar o exército de Wellington mais para ocidente, pois se assim não fizessem ficariam com as linhas de comunicação cortadas.

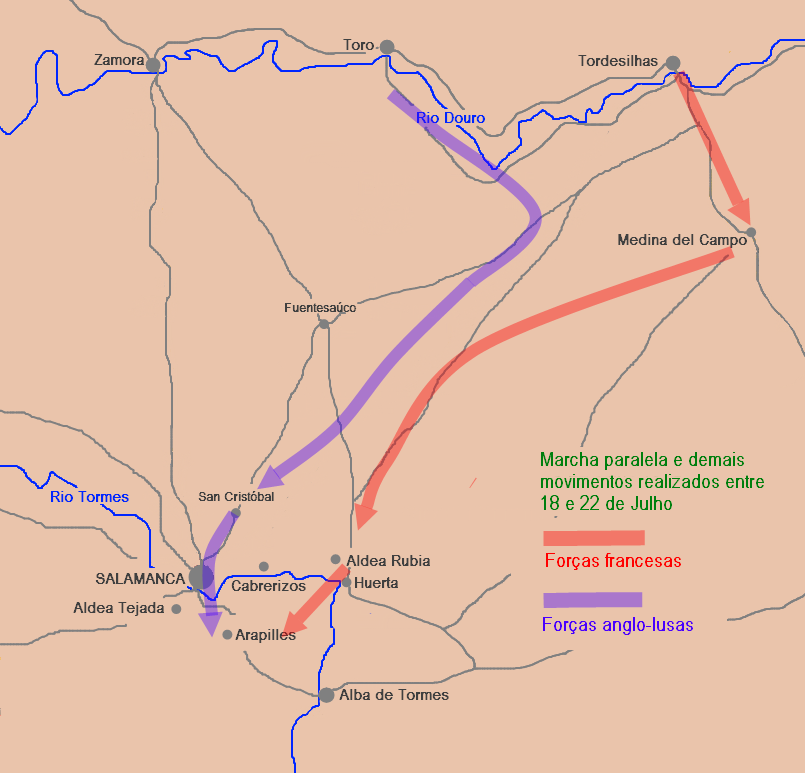
Itinerários (aproximados) das marchas que ambos os exércitos efectuaram entre 18 e 22 de Julho de 1812.

Com esta manobra, Marmont obrigou Wellington a dirigir as atenções para Oeste mas atravessou o rio a Este, em Tordesilhas e em alguns vaus, e ameaçou a direita dos Aliados. Wellington, no entanto, não tinha descurado esta possibilidade e a manobra francesa, apesar de bem efectuada, não obteve os resultados desejados. Na tarde do dia 18, ambos os exércitos encontravam-se frente a frente, separados pelo rio Guareña (afluente do Douro com confluência em Toro).  Marmont começou a movimentar-se para Sul e Wellington fez o mesmo. A marcha, com ambos os exércitos ao alcance da artilharia, durou até cerca das 18h00 do dia 20 de Julho. Ambos percorreram mais de 30 km num planalto seco, sob um sol escaldante. No fim do dia 20, o exército de Wellington encontrava-se novamente nas posições de San Cristobal e o exército de Marmont encontrava-se na região de Huerta.
Wellington tinha, acima de tudo, que proteger a sua linha de comunicações, mesmo que isso implicasse uma retirada para Portugal. No entanto, não deixou de estar atento a uma oportunidade que lhe permitisse, em terreno vantajoso, travar batalha. No dia 21 de manhã, Marmont tinha começado a colocar forças a sul do Tormes, utilizando os vaus junto à curva do rio. Perante este movimento do exército francês, Wellington atravessou o rio em Salamanca. Ao anoitecer, ambos os exércitos tinham a maior parte das suas forças a sul do Tormes.

### A batalha
Wellington já tinha começado a enviar bagagens e abastecimentos em direcção a Portugal, através das estradas que conduziam a Ciudad Rodrigo. A maior velocidade que o exército francês demonstrou nas marchas anteriores indicava capacidade para tornear o flanco sul do exército aliado e ameaçar as suas linhas de comunicações. Assim, Wellington preparava-se para a eventualidade de ser obrigado a retirar.
Ao amanhecer do dia 22 de Julho, ambos os exércitos encontravam-se a Nordeste dos Arapilles e marchavam para Sudoeste por caminhos paralelos. A vanguarda francesa tinha chegada à aldeia de Calvarrasa de Arriba no dia 21. Na manhã seguinte uma força de infantaria ligeira da 7ª Divisão tentou ocupar uma capela numa colina a Oeste da aldeia. Durante nove horas ambos os exércitos combateram por aquela posição que teria proporcionado aos franceses um bom posto de observação.
Ainda antes das 08h00, os franceses atacaram o Arapil Grande onde se encontrava Caçadores 7 da 4ª Divisão. O batalhão português não conseguiu resistir ao ataque de quatro batalhões franceses e foi obrigado a retirar. Os Aliados ficaram na posse do Arapil Pequeno. Enquanto se davam estes acontecimentos, ambos os exércitos continuavam a movimentar-se para Sudoeste. Do Arapil Pequeno, Wellington podia observar as oito divisões de Marmont. Como era costume fazer, aproveitou o terreno para manter a maior parte das suas divisões fora das vistas dos franceses.
Wellington viu que Marmont tinha possibilidade de tornear o seu flanco direto e fez avançar as divisões de Leith e de Cole (5ª e 4ª Divisões) para se colocarem em linha, numa posição a Este e a Oeste da povoação de Los Arapilles. A 6ª Divisão, de Clinton, foi posicionada à retaguarda, em apoio da 4ª Divisão. A 7ª Divisão, de Hope, foi colocada à retaguarda da 5ª Divisão. A 3ª Divisão encontrava-se perto de Aldea Tejada, acompanhada da cavalaria portuguesa sob o comando de D'Urban.

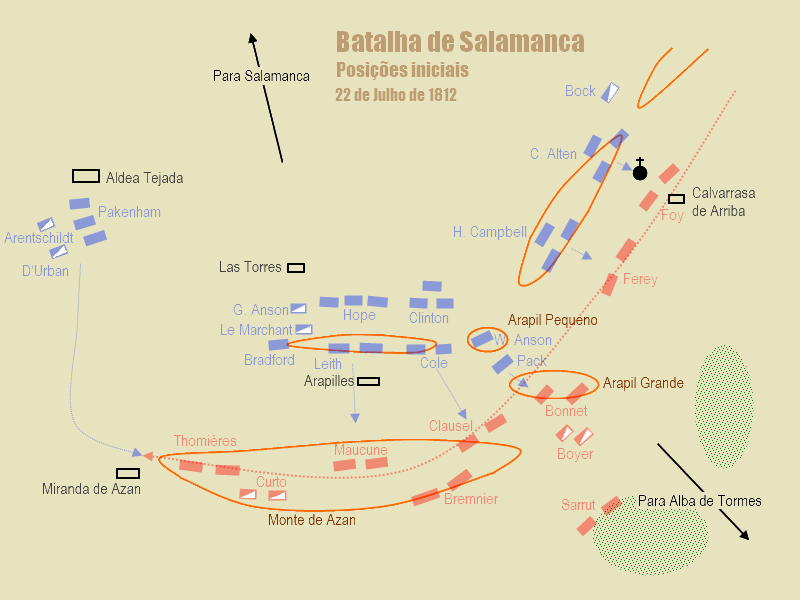
Esquema com as posições das principais unidades de ambos os exércitos no início da Batalha de Salamanca

Wellington estava convencido que os franceses iriam atacá-lo naquelas posições pois a actividade dos tirailleurs e da artilharia ao longo de toda a frente assim parecia indicar. Entretanto Wellington foi informado que Marmont estava a deslocar parte da sua força para oeste, ao longo da linha de alturas a sul. Neste movimento, a Divisão de Thomiéres chegou ao Pico de Azán e era seguida pelas divisões de Maucune, de Brennier, de Clausel e, por fim, de Sarrut. A Divisão de Bonnet encontrava-se na zona do Grande Arapille e as Divisões de Foy e de Ferrey estavam posicionadas na linha de alturas entre o Grande Arapille e Calvarrasa de Arriba, frente às Divisão Ligeira e à 1ª Divisão do exército de Wellington. A Brigada Portuguesa de Pack ocupou o Pequeno Arapille.
Perante o avanço das tropas francesas que, mais uma vez, punham em risco as linhas de comunicações dos aliados, e perante o enfraquecimento do dispositivo francês que se estendera demasiado, Wellington ordenou a Pakenham (3ª Divisão) e a D'Urban (cavalaria portuguesa) para, reforçados com a cavalaria de Arentschildt, efectuarem um ataque contra a Divisão de Thomières. A 5ª Divisão (Leith) recebeu ordem para formar em duas linhas, cada uma com uma profundidade de dois homens, e atacar na direcção de Maucune. Neste ataque, a Brigada Portuguesa de Bradford ficou sob as ordens de Leith e formou na ala direita da 5ª Divisão. Ainda na ala direita, a cavalaria britânica sob o comando de Cotton avançou também procurando uma oportunidade para carregar sobre os franceses. O ataque da 5ª Divisão deveria começar imediatamente após a 3ª Divisão entrar em combate com as tropas de Thomières. Cole (4ª Divisão) e Pack (1ª Brigada Portuguesa) receberam instruções para iniciarem o seu ataque quando o de Leith estivesse bem avançado. Pack atacaria o Arapil Grande e Cole, com duas das suas brigadas, avançaria entre Pack e a povoação Los Arapilles. A terceira brigada de Cole (Anson) ficava a ocupar o Pequeno Arapille.
A artilharia foi utilizada com intensidade em toda a frente. A 3ª Divisão de Packenham foi a primeira a entrar em contacto com o inimigo. A infantaria ligeira era formada por Caçadores 12 e três companhias do 5/60th Rifles. Do deslocamento em três colunas passaram para uma formação em três linhas. O flanco sul estava protegido pela cavalaria portuguesa de D'Urban. Na ala esquerda, a Norte, encontrava-se a artilharia atribuída à divisão. O contacto inicial foi feito pela cavalaria, que desfez as formações das companhias francesas da frente, seguindo-se de imediato o ataque da infantaria. A Divisão de Thomières foi disposta numa linha com mais de 1,5 km de frente, sem acautelar dispositivos de protecção contra a cavalaria. O ataque rápido da infantaria de Packenham causou desordem na linha francesa.  A cavalaria britânica e portuguesa avançou nos flancos da infantaria, parcialmente escondida pelo fumo e poeira. Thomières foi mortalmente ferido. A Divisão francesa foi dispersada e sofreu cerca de 25% de baixas. Toda a sua artilharia foi capturada.
Quando foi iniciado o combate com a Divisão de Thomières, Wellington fez avançar as Divisão de Leigt (reforçada com a Brigada Portuguesa de Bradford). Avançaram com uma linha formada pelos Caçadores portugueses e as companhias de infantaria ligeira britânica, seguindo as restantes tropas formadas em duas linhas, cada uma com dois homens de profundidade. Esta força atacou a divisão francesa de Maucune, menos numerosa que os atacantes aliados. Em apoio da Divisão de Maucune estavam, pelo menos, quatro baterias de artilharia. A infantaria ligeira aliada obrigou a retirar os tirailleurs franceses assim como a sua artilharia. A infantaria francesa de linha encontrava-se cerca de 45 metros atrás da linha de alturas e os seus batalhões estavam formados em quadrado. Este dispositivo foi adoptado porque a cavalaria aliada fez sentir a sua presença a Oeste e Noroeste. Este dispositivo não era, no entanto, adequado para enfrentar a infantaria. A Divisão de Leith (e a Brigada de Bradford), durante o seu avanço, sofreram numerosas baixas provocadas pela artilharia francesa mas, quando chegou a vez de defrontar os batalhões franceses formados em quadrado, a linha aliada estava em vantagem. A Divisão de Maucune não aguentou o embate e foi obrigada a fugir com baixas muito superiores às dos aliados. No momento em que as formações francesas se desfizeram, a cavalaria de Le Marchant carregou e provocou ainda mais baixas e pânico entre as tropas francesas.
Após a acção sobre a Divisão de Maucune, Le Marchant viu uma nova oportunidade de actuar. Mais a Leste encontrava-se a divisão francesa de Brennier que vinha em apoio de Maucune. Em marcha forçada, aproximaram-se cansados e em desordem. Quando a infantaria francesa se encontrava a menos de 500 metros, Le Marchat carregou sobre os batalhões. Estes formaram prontamente em quadrado e preparam-se para aguentar com firmeza o embate da cavalaria.  A carga da cavalaria britânica, no entanto, conseguiu derrotar os quadrados embora com baixas pesadas, entre elas a do próprio Le Marchant. Três divisões francesas tinham assim sido destruídas em cerca de meia hora.
Wellington tinha dado ordens para a Divisão de Cole (4ª Divisão) atacar a linha inimiga no ponto em que começavam a virar-se para Oeste, ou seja, onde se encontrava as divisões francesas de Clausel e de Sarrut. Das brigadas da 4ª Divisão, a que era comandada por Anson encontrava-se a ocupar o  Arapil Pequeno. O ataque foi, portanto, efectuado com duas brigadas, a de Ellis (britânica) e a de Stubb (portuguesa). A artilharia francesa colocada no Arapil Grande dificultou o avanço de Cole. Para resolver este problema, Wellington deu ordens para a Brigada Portuguesa de Pack atacar o Arapil Grande.
Cole avançou com a sua infantaria ligeira à frente: Caçadores 7 à esquerda e quatro companhias britânicas à direita. Como só tinha duas brigadas e devia cobrir uma frente superior a 1 km, Cole formou as suas infantaria de linha numa única fileira a dois homens de profundidade, com a Brigada de Ellis à direita e a de Stubbs à esquerda. O ataque foi lançado na direcção da Divisão de Clausel. Durante o avanço, Caçadores 7 teve de enfrentar a ameaça de três batalhões franceses no flanco esquerdo da divisão. Cole continuou a avançar contra os dez batalhões da Divisão de Clausel. Os tiralleurs que operavam na frente francesa eram mais numerosos que a infantaria ligeira britânica (os Caçadores portugueses estavam empenhados contra os batalhões que ameaçavam a esquerda de Cole) e causaram baixas na linha principal da 4ª Divisão. Apesar da inferioridade numérica, o dispositivo aliado permitiu tirar o máximo partido do fogo dos mosquetes. Os franceses, ao utilizarem um dispositivo com maior profundidade reduziram o número de mosquetes a utilizar na frente. A pressão do fogo aliado obrigou os franceses a recuarem. Mais à retaguarda, passaram a adoptar um dispositivo menos profundo, ou seja, com maior capacidade de fogo na frente. O ataque de Cole não teve sucesso, as baixas foram numerosas e terminou com a retirada da 4ª Divisão. O próprio Cole foi ferido com gravidade.
Enquanto a 4ª Divisão lançava o seu ataque, a Brigada Portuguesa de Pack aproximou-se do Arapil Grande com um dispositivo em coluna. A aproximação foi feita sob intenso fogo de artilharia. O Arapil Grande foi abordado pelo seu lado mais íngreme. Quando os caçadores portugueses chegaram ao cimo, foram confrontados com o fogo de mosquete de um número superior de tropas francesas (cinco para um), disparado a menos de 40 metros, seguido de uma carga com baioneta. A Brigada de Pack foi obrigada a voltar para trás.
Durante estes acontecimentos, Marmont, que se encontrava no Arapil Grande, foi ferido por estilhaços de artilharia. O oficial que o substituiu, General Bonnet, foi também ferido. O exército ficou então sob o comando do General Clausel. Os insucessos de Cole e de Pack levaram Clausel a acreditar que podia alterar o curso dos acontecimentos. Clausel enviou a cavalaria em perseguição de Cole e de Pack. A Divisão de Sarrut, que ainda não tinha entrado em combate, preparou-se para enfrentar e obrigar a recuar as tropas de Pakenham. Depois de Leith ter sido ferido, Pakenham ficou a comandar uma força constituída pelas 3ª e 5ª Divisões e pela Brigada de Bradford. As divisões francesas de Bonnet e de Clausel atacaram entre o Arapil Pequeno e o Arapil Grande. Todos estes movimentos foram executados com precisão. No entanto, este contra-ataque francês foi previsto por Wellington.

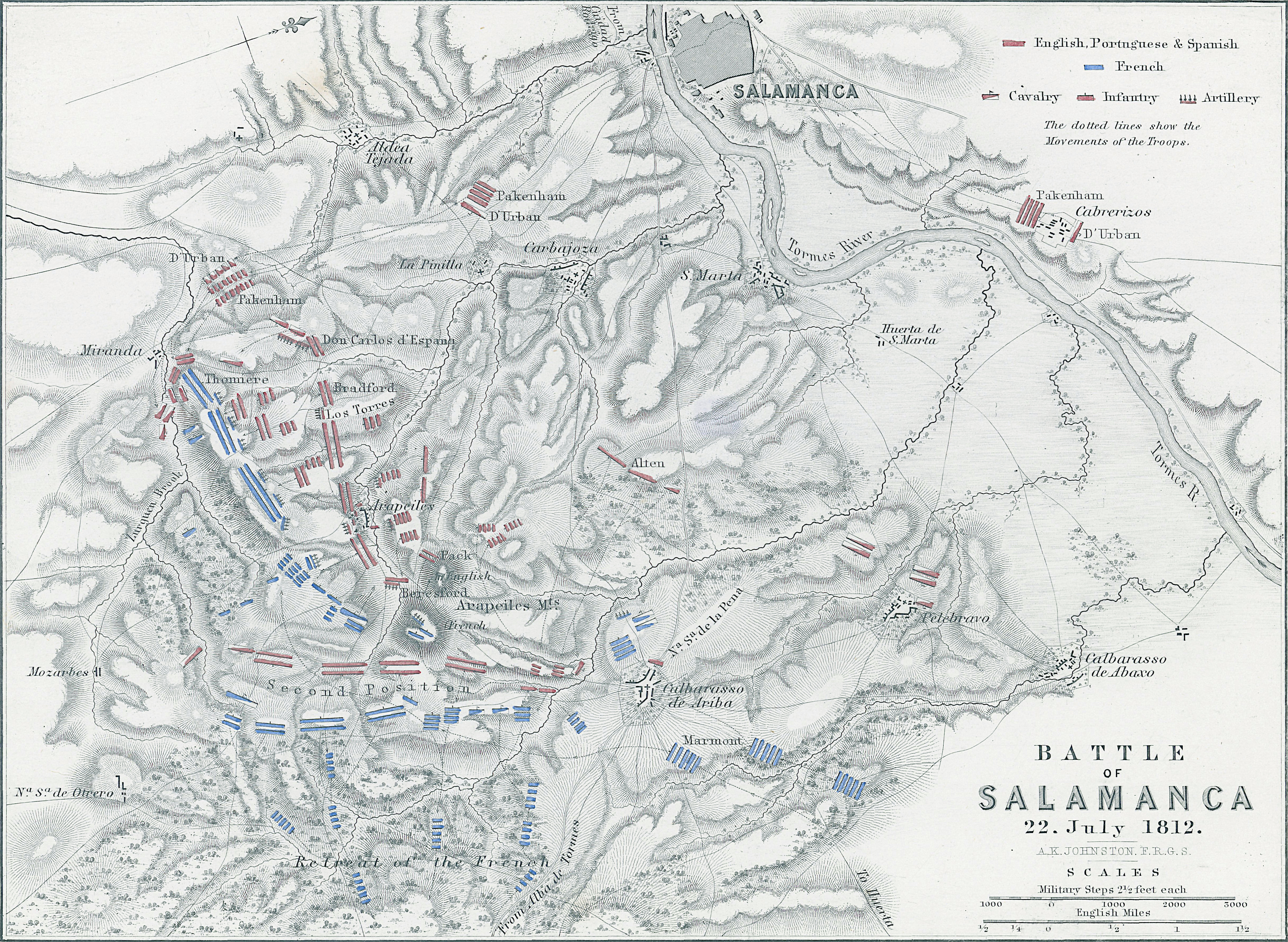
Mapa da Batalha de Salamanca, publicado por William Blackwood & Sons 1850.

Ainda antes do avanço das tropas francesas ordenado por Clausel, Wellington reuniu a 6ª Divisão e a Brigada Portuguesa de Spry da 5ª Divisão (que tinha sofrido poucas baixas). Dispôs estas unidades em duas linhas com profundidade de dois homens, a sudoeste do Arapil Pequeno. As brigadas britânicas formaram a primeira linha e as brigadas portuguesas formaram a segunda, quase 200 metros à retaguarda. A Brigada de Anson (da 4ª Divisão) permaneceu à esquerda da 6ª Divisão. A artilharia apoiava estas forças a partir de uma colina atràs da povoação de Los Arapilles e da base do Arapil Pequeno. Os franceses avançaram em coluna. Embora mais numerosos não tinham superioridade em artilharia. O ataque francês não durou muito pois num curto espaço de tempo sofreram numerosas baixas e foram obrigados a retirar. Cinco divisões do Exército de Portugal tinham sido derrotadas e dispersas. A Divisão de Sarrut, embora em melhor situação, também já tinha sofrido numerosas baixas.
Clausel decidiu retirar. A Divisão de Ferrey, que se encontrava em bom estado pois as suas tropas apenas tinham travado pequenos combates com as  forças da 1ª Divisão e da Divisão Ligeira ao longo do Tormes, constituiu uma guarda de retaguarda com a finalidade de conter a perseguição dos aliados. Formou os seus batalhões numa linha com três homens de profundidade e o último batalhão de cada uma das alas formou em quadrado. O ataque que a 6ª Divisão efectuou a esta linha foi difícil pois os franceses defenderam-se muito bem. O General Ferrey foi mortalmente atingido por um tiro de artilharia. As tropas francesas retiraram e conseguiram fazê-lo em grande parte pela ponte em Alba de Tormes dado que as forças espanholas retiraram desta guarnição sem autorização de Wellington.

## Consequências
O exército de Marmont sofreu cerca de 30% de baixas e perdeu 20 bocas de fogo de artilharia enquanto outros 30% andavam dispersos, em fuga. Apenas a Divisão de Foy se mantinha operacional. Em números absolutos, os franceses terão sofrido cerca de 10 mil mortos e feridos e foram capturados cerca de 4 mil. Sobre o exército de Wellington conhecem-se números mais precisos. Os Britânicos tiveram 388 mortos, 2 667 feridos e 74 desaparecidos. Os Portugueses tiveram 506 mortos, 1 026 feridos e 86 desaparecidos. Os Espanhóis tiveram 2 mortos e 4 feridos. Tudo isto soma 4 762 baixas, muito menos que os Franceses.
Esta foi a primeira grande batalha da Guerra Peninsular em que Wellington assumiu a ofensiva. No seu diário, o General Foy escrevia seis dias mais tarde:
Esta batalha é a que foi travada com maior inteligência, a maior em escala, a mais importante nos resultados, de todas aquelas que os Ingleses têm travado nos últimos tempos. Traz a reputação de Lord Wellington quase ao nível da de Marlborough. Até este dia, conhecíamos a sua prudência, a sua capacidade para escolher boas posições no terreno e a habilidade com que as utilizava. Mas em Salamanca ele mostrou ser um grande e hábil mestre na manobra. Manteve as suas formações escondidas quase todo o dia; esperou até desenvolvermos os nossos movimentos antes de mostrar os seus; jogou pelo seguro; utilizou a ordem oblíqua ao estilo de Frederico o Grande.
Após a derrota de Marmont, Wellington decidiu marchar sobre Madrid, onde entrou no dia 12 de Agosto, entusiasticamente recebido pelos Espanhóis.